# あおきもの.
あおきもの.（本名：青木 正和（あおき まさかず）、1975年3月 - ）は日本のイラストレーター、Webデザイナー。静岡県磐田市出身。

## プロフィール
バンタンビジュアル研究所（旧 バンタンデザイン研究所）ビジュアルデザイン学科卒。1997年からイラストレーション、キャラクターデザイン、それに関わるウェブサイトなどを手がけている。逆輸入的日本というテーマで独自のイラストレーションを制作中であり、あおきもの.とはそのブランド名である。

## 掲載作品
- fenderウェブサイト（fenderメインイメージ 2002年）
- えび寿屋 トリビス（キャラクターデザイン）

## 展示場所
あおきもの.の作品は下記の場所で見ることができる。
- うふふhair (熊本県上益城郡嘉島町大字鯰2738-1)
- やきにく燈火園 (静岡県磐田市加茂1230-3)
- 楽玖酒 (静岡県磐田市上万能158-7)
- 壌 西麻布 (東京都港区西麻布4-1-15)
- えび寿屋 (東京都中央区日本橋浜町3-22-1 日本橋浜町Fタワープラザ 1F)

## オリジナル作品
以下の作品はオフィシャルサイトで公開・販売している。
- Tシャツ
- ワッペン

携帯待ち受けFlashを公開・販売している。
- 携帯待ち受けflash

携帯待ちうけ画像を無料でダウンロード出来る。

ポストカード用として無料でファイルのダウンロードも出来る。